# Academy Stadium
Het Academy Stadium is een multifunctioneel stadion in Manchester, een stad in Engeland. Het stadion maakt deel uit van de Etihad Campus, waar onder andere ook het Etihad Stadium in staat. Het stadion werd gebouwd voor het spelen van jeugdwedstrijden.
De opening van de campus was op 8 december 2014. Dit stadion werd voor de eerste keer gebruikt op 14 december 2014 met een wedstrijd van studenten van de Universiteit van Manchester. Het dameselftal speelde daarin tegen LEEDS Gryphons en de heren tegen MMU All Stars.
Het stadion werd in 2016 gebruikt voor wedstrijden op het wereldkampioenschap rugby onder de 20.
 Het stadion werd ook gebruikt op het Europees kampioenschap voetbal vrouwen 2022. In dit stadion werden drie groepswedstrijden gespeeld.